# زالنشتاين
زالنشتاين (بالألمانية: Salenstein) هي إحدى بلديات مقاطعة كروزلينغن في كانتون تورغاو في سويسرا. تبلغ مساحتها 6.54 كيلومتر مربع، ويقدر عدد سكانها بـ 1282 نسمة (حسب تعداد ديسمبر 2015).

## أعلام
- باول إيلج